# كأس فرنسا
كأس فرنسا (بالفرنسية: Coupe de France)‏ هي بطولة كرة قدم يشارك فيها أكثر من 8,000 نادي كرة قدم مُحترف وهاوي في فرنسا، من أصل 20 ألف نادي. وتقام البطولة تحت رعاية وتنظيم الاتحاد الفرنسي لكرة القدم. في موسم 2018–19، شارك ما قارب 8,500 نادي في البطولة. ويتأهل بطل المسابقة تلقائيًا للمشاركة في بطولة الدوري الأوروبي (والتي كانت تعرف سابقا كأس الاتحاد الأوروبي) في الموسم التالي. سبق وأن حدثت بعض الاستثناءات، كما حدث في موسم 2007–08 عندما تأهل صاحب المركز الثاني نادي باريس سان جيرمان لبطولة الدوري الأوروبي، بسبب فوز لنادي ليون ببطولة الكأس والدوري في نفس الموسم، مما أهله تلقائيًا للمشاركة في بطولة دوري أبطال أوروبا، مما منح التأهل للوصيف نادي باريس سان جيرمان.
الفائز ببطولة كأس فرنسا يتأهل تلقائيًا إلى بطولة الدوري الأوروبي (كأس الاتحاد الأوروبي سابقا) في الموسم التالي أما إذا كان صاحب المركز الأول سبق له التأهل إلى بطولة دوري أبطال أوروبا فإن صاحب المركز الثاني يحل مكانه في التأهل إلى بطولة دوري أوروبا. في سنة 2007. أثناء انتخابات رئاسة الاتحاد الأوروبي لكرة القدم أدرج الفرنسي ميشيل بلاتيني ضمن أجندته الانتخابية تأهل بطل الكأس المحلي لبطولة دوري أبطال أوروبا بدلا من دوري الدوري الأوروبي ولكن تم رفض اقتراحه بعد ذلك. عادة ما يتم لعب المباراة النهائية لبطولة غامبارديلا وهي توازي بطولة كأس فرنسا ولكنها للأندية تحت 18 سنة في اليوم نفسه وقبل بعدة ساعات من البطولة الأم.
نادي باريس سان جيرمان هو حامل اللقب بعد فوزه على نادي رانس في المباراة النهائية بنتيجة 3–0، وهو أكثر من توج بلقب البطولة بواقع 16 مرة.

## التاريخ
تأسست بطولة كأس فرنسا في 15 يناير 1917 من قبل اللجنة الفدرالية الفرنسية (وهي التي سبقت إنشاء اتحاد فرنسا لكرة القدم). سكرتير اللجنة هنري ديلاوناي الذي ابتدع هذه الفكرة وأصر على تنفيذها. بدأت هذه البطولة بـ 48 نادي في موسم 1918/1919 ثم ارتفع العدد إلى أكثر من 1000 نادي في موسم 1947/1948 وحاليًا فإن عدد الأندية المشاركة تتجاوز حاجز 6 آلاف نادي. تم وضع شروط ميسرة للمشاركة في هذه البطولة ومنها دفع قيمة الاشتراك السنوي وتوفير ملعب ملائم. ولكن النقطة الأخيرة جعلت ثلثي الأندية في فرنسا لا تستطيع المشاركة في هذه البطولة حيث أن عدد الأندية المشاركة يبلغ حوالي 6 آلاف نادي من أصل 20 ألف نادي. حاولت الأندية الكبيرة منذ فترة العشرينات أن تحصر البطولة في عدد ضيق من الأندية كما يحدث في إنجلترا ولكن اتحاد فرنسا لكرة القدم غير مرن بالنسبة إلى هذه الفكرة. الزيادة الكبيرة في عدد الأندية المشاركة أجبر اتحاد فرنسا لكرة القدم على استحداث أدوار تمهيدية كثيرة حيث أن في موسم 2007/2008 توجد 8 أدوار تمهيدية تسبق دور الـ 32. تحدد قرعة بطولة كأس فرنسا مباريات تجمع بين أندية محترفة وأخرى هاوية صغيرة تسمى توم ثومب أو سندريلا. عندما تحدث مثل هذه المباريات فإن الجميع يتحدث عن سحر مباريات بطولة كأس فرنسا الذي تجعل النادي الصغير يتحدى النادي الكبير وأحيانا يستطيع التفوق عليه.
في 4 فبراير 1957، استطاع نادي البيار الجزائري التغلب على نادي ريمس الذي وصل إلى المباراة النهائية لبطولة دوري أبطال أوروبا في الموسم السابق. استطاعت عدة أندية هاوية أن تحقق عدة مفاجئات بإخراجها أندية محترفة ومنها نادي فيليناف موسم 1956/1957 ونادي كويفيلي في الفترة من العشرينات إلى الستينات ونادي إيفري موسم 1985/1986 أما في الوقت الحاضر فيعتبر نادي نيم موسم 1995/1996 ونادي كالايس موسم 1999/2000 اللذان وصلا إلى المباراة النهائية وخسرا أمام أوكسير ونانت على التوالي بنتيجة واحدة 1/2. في موسم 2006/2007 حقق النادي الهاوي مونتسو بورغوني مفاجأة بوصوله إلى الدور النصف النهائي حيث خسر من نادي سوشو المتوج لاحقا بالبطولة بنتيجة 0/2 بعد تمديد الوقت. خلال موسم 2007/2008 تأهل نادي كاركيفو الهاوي إلى الدور الربع النهائي بعدما تغلب على نادي الدرجة الثانية غويونيون في دور الـ 32 وفي الدورين التاليين تغلب على ناديي الدرجة الأولى نانسي ومرسيليا على التوالي ثم خرج من منافسات البطولة على يد نادي باريس سان جيرمان بالخسارة أمامه بهدف يتيم. استطاع نأديان فقط من الدرجات الدنيا أن يحققا لقب البطولة وهما نادي لوهافر موسم 1958/1959 ونادي غينغان موسم 2008/2009.

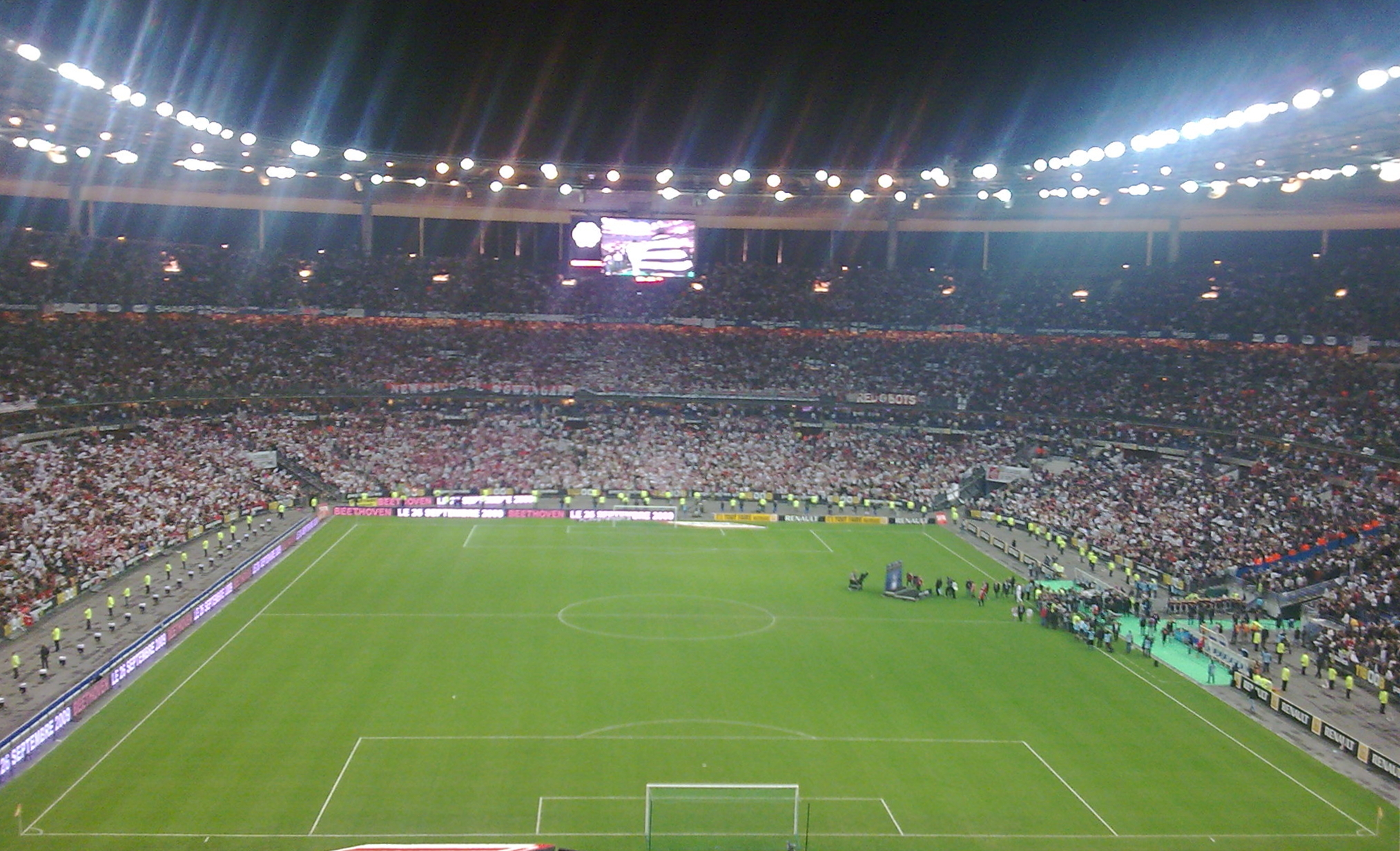
صورة شاملة لملعب فرنسا أثناء دخول لاعبي غينغان ورين أرض الملعب للمشاركة في المباراة النهائية لبطولة كأس فرنسا 2009

هذه النتائج تزعج الأندية المحترفة كما يزعجها مكان عقد المباريات. في المواسم الأولى للبطولة كانت المباريات تلعب على ملعب محايد بين الناديين. استمرت هذه القاعدة حتى موسم 1967/1968 حيث تم إقرار اللعب بنظام الذهاب والإياب على غرار المباريات القارية آنذاك. دور الـ32 يلعب دوما على ملعب محايد ولكن اعتبارا من الدور الثمن النهائي (دور الـ16) فإن المباريات تلعب بنظام الذهاب والإياب مما يقلل من المفاجئات. ومن المفارقات أن 3 أندية هاوية استطاعت الوصول إلى الدور الربع النهائي في موسم 1968/1969 وهذا الأمر يحدث للمرة الأولى منذ تطبيق الاحتراف في فرنسا سنة 1932. في موسم 1988/1989 تقرر حذف مباريات الإياب والاعتماد على مباراة واحدة لتحديد الفائز والمتأهل إلى الدور التالي من أجل تخفيف عدد المباريات في الرزنامة الموسمية. حسب القرعة فإن النادي الذي يتم وضعه في الخانة الأولى هو الذي يلعب المباراة على ملعبه. حماية للأندية في الدرجات الدنيا فإنهم يلعبون على ملعبهم إذا كان النادي المقابل في درجة أعلى ونتيجة لذلك فإن حدوث المفاجئات أصبح أمر وارد بكثرة. نتيجة لذلك فإن بطولة كأس الدوري الفرنسي تشارك فيه الأندية المحترفة فقط ولكن تبقى بطولة كأس فرنسا أقل تنافسية ومرموقة أكثر في الوقت نفسه.
حتى موسم 1966/1967 فإن أي مباراة تنتهي بنتيجة التعادل تعاد وإذا انتهت 3 مباريات متتالية بالتعادل فإنه تجرى قرعة لتحديد النادي المتأهل. في 10 مايو 1967 قرر اتحاد فرنسا لكرة القدم إجراء قرعة لتحديد المتأهل إلى المباراة النهائية بين نادي ليون ونادي أنغوليم اللذان تعادلا في 3 مباريات بنتيجة 3/3 ثم 1/1 مرتين ورجحت القرعة نادي ليون. اعتبارا من موسم 1970/1971 تم تطبيق قاعدة اللجوء إلى ركلات الجزاء الترجيحية عند انتهاء مجموع مباراتي الذهاب والإياب بالتعادل واستغل نادي ريد ستار ونادي ستراسبورغ هذه القاعدة للتأهل إلى دور الـ32 من منافسات ذلك الموسم.
تقليديا فإن أحد ملاعب العاصمة الفرنسية باريس يستضيف المباراة النهائية لبطولة كأس فرنسا. منذ موسم 1917/1918 تناوب 8 ملاعب على استضافة المباراة النهائية وهي ديلارو أوليفر سيريس، حديقة الأمراء، بيرغيير، بيرشينغ، يفيس دو مانوير الأولمبي، باريس سانت أوين، واستاد فرنسا في ضاحية سانت دونيه. في حالات استثنائية تم إلغاء مباراتي الذهاب والإياب من الدور النصف النهائي في موسم 1981/1982 بسبب تفريغ اللاعبين للمشاركة في بطولة كأس العالم لكرة القدم 1982 في إسبانيا حيث تم حسم مباراة نادي باريس سان جيرمان ونادي تورز بفضل اللجوء إلى ركلات الجزاء الترجيحية التي وقفت إلى جانب النادي الأول. وتعتبر المباريات النهائية في مواسم 1985/1986، 1987/1988، 1996/1997، 2000/2001، و2006/2007 من المباريات النهائية التي حسمت بفضل اللجوء لركلات الجزاء الترجيحية.

## الكأس

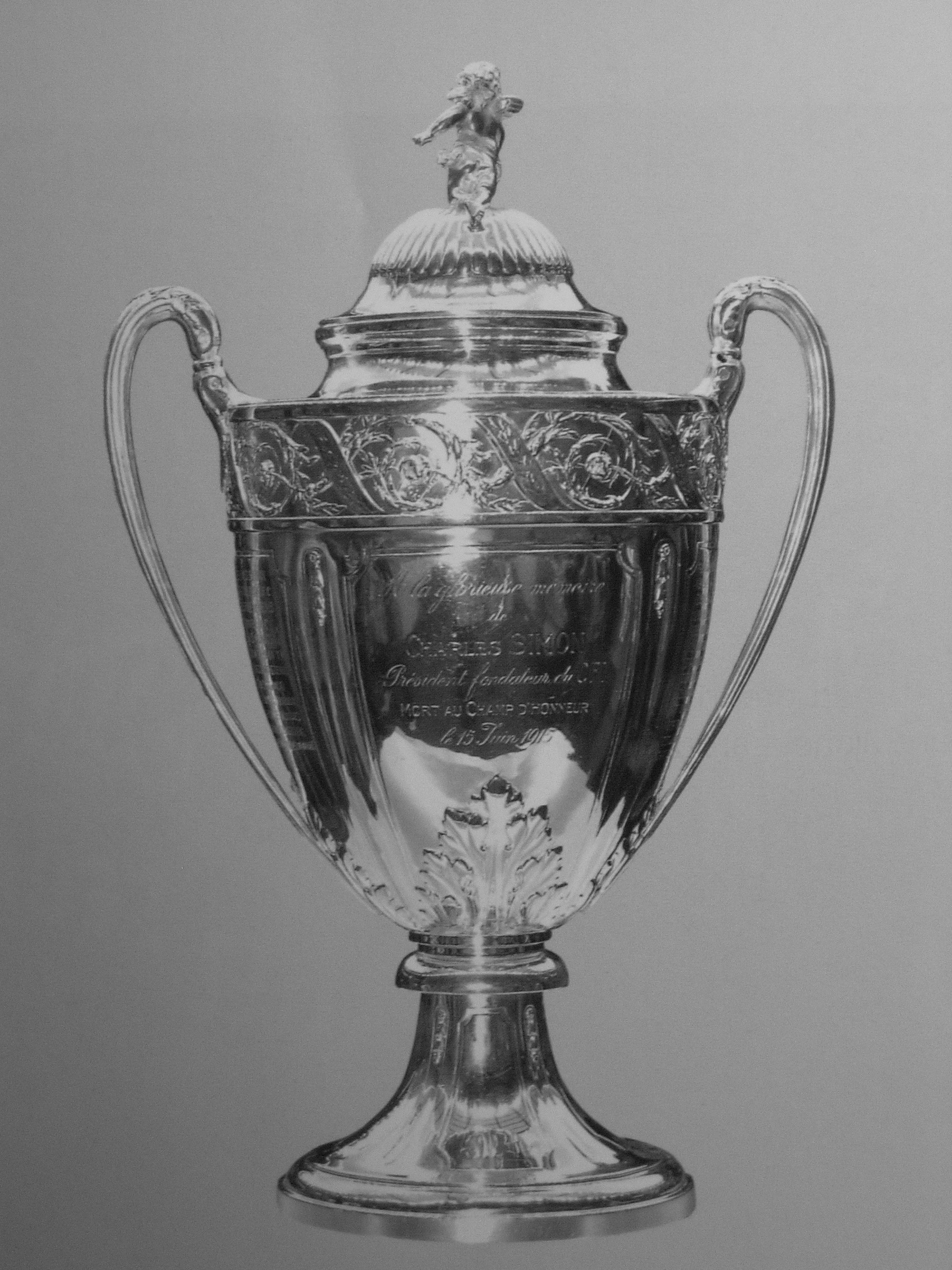
صورة لكأس البطولة

عادة ما يقدم رئيس الجمهورية كأس البطولة لقائد الفريق الفائز. بدأ هذا التقليد في 8 مايو 1927 عندما قام رئيس الجمهورية الفرنسية آنذاك غاستون دوميرغ لتقديم كأس البطولة لقائد نادي مرسيليا وتبعه بعد ذلك باقي رؤساء الجمهورية حتى الوقت الحالي.
تم صنع كأس البطولة أثناء الحرب العالمية الأولى وتم تسميتها باسم لاعب كرة قدم فرنسي كبير معتزل في ذلك الوقت وهو تشارلز سيمون. تنص قوانين البطولة على احتفاظ النادي الفائز بالبطولة بكأسها لمدة موسم كامل حتى المباراة النهائية للبطولة في الموسم التالي. في بداية الثمانينات تعرضت الكأس للسرقة ولكن تم إيجاد الكأس سريعا.

## الإحصائيات
استطاع 3 لاعبين فقط تحقيق البطولة خمس مرات وهم سوميرلينك مارسو (1945/1946، 1946/1947، 1947/1948، 1952/1953، 1954/1955)، دومينيك باثيناي (1973/1974، 1974/1975، 1976/1977، 1981/1982، 1982/1983) و ألان روتش (1985/1986، 1986/1987، 1992/1993، 1994/1995، 1997/1998).

## نظام البطولة
تم إقرار استبدال اللاعبين أثناء المباريات اعتبارا من موسم 1967/1968 في المباراة التي جمعت بين نادي سانت إتيان ونادي بوردو انتهى بفوز الأول 2/1. ويعتبر الفرنسي هنري دوهايوت لاعب نادي بوردو أول لاعب بديل في المباريات النهائية لهذه البطولة عندما دخل مكان زميله البرازيلي رويتر دي أوليفيرا في الدقيقة 75.
رئيس اللجنة المنظمة لبطولة كأس فرنسا الحالي هو جان دجوركاييف وهو والد لاعب منتخب فرنسا السابق يوري دجوركاييف.

## سجل الأبطال
| النادي                      | عدد مرات الفوز بالبطولة | عدد مرات الوصافة | سنوات البطولة | سنوات الوصافة                                                                    |
| --------------------------- | ----------------------- | ---------------- | --- | -------------------------------------------------------------------------------- |
| باريس سان جيرمان            | 16                      | 5                | 1981–82، 1982–83، 1992–93، 1994–95، 1997–98، 2003–04، 2005–06، 2009–10، 2014–15، 2015–16، 2016–17، 2017–18، 2019–20، 2020–21، 2023–24، 2024–25. | 1984–85، 2002–03، 2007–08، 2010–11، 2018–19.                                     |
| أولمبيك مارسيليا            | 10                      | 9                | 1923–24، 1925–26، 1926–27، 1934–35، 1937–38، 1942–43، 1968–69، 1971–72، 1975–76، 1988–89.                                                       | 1933–34، 1939–40، 1953–54، 1985–86، 1986–87، 1990–91، 2005–06، 2006–07، 2015–16. |
| نادي سانت إتيان             | 6                       | 4                | 1961–62، 1967–68، 1969–70، 1973–74، 1974–75، 1976–77.                                                                                           | 1959–60، 1980–81، 1981–82، 2019–20.                                              |
| نادي ليل                    | 6                       | 3                | 1945–46، 1946–47، 1947–48، 1952–53، 1954–55، 2010–11.                                                                                           | 1938–39، 1944–45، 1948–49.                                                       |
| نادي موناكو                 | 5                       | 5                | 1959–60، 1962–63، 1979–80، 1984–85، 1990–91. | 1973–74، 1983–84، 1988–89، 2009–10، 2020–21.                                     |
| راسينغ كولومب               | 5                       | 3                | 1935–36، 1938–39، 1939–40، 1944–45، 1948–49. | 1929–30، 1949–50، 1989–90.                                                       |
| أولمبيك ليون                | 5                       | 4                | 1963–64، 1966–67، 1972–73، 2007–08، 2011–12. | 1962–63، 1970–71، 1975–76، 2023–24.                                              |
| نادي النجم الأحمر سانت أوين | 5                       | 1                | 1920–21، 1921–22، 1922–23، 1927–28، 1941–42. | 1945–46.                                                                         |
| جيروندان بوردو              | 4                       | 6                | 1940–41، 1985–86، 1986–87، 2012–13. | 1942–43، 1951–52، 1954–55، 1963–64، 1967–68، 1968–69.                            |
| نادي نانت                   | 4                       | 6                | 1978–79، 1998–99، 1999–2000، 2021–22. | 1965–66، 1969–70، 1972–73، 1982–83، 1992–93، 2022–23.                            |
| نادي أوكسير                 | 4                       | 2                | 1993–94، 1995–96، 2002–03، 2004–05. | 1978–79، 2014–15.                                                                |
| نادي رين                    | 3                       | 4                | 1964–65، 1970–71، 2018–19. | 1921–22، 1934–35، 2008–09، 2013–14.                                              |
| نادي ستراسبورغ              | 3                       | 3                | 1950–51، 1965–66، 2000–01. | 1936–37، 1946–47، 1994–95.                                                       |
| نادي نيس                    | 3                       | 2                | 1951–52، 1953–54، 1996–97. | 1977–78، 2021–22.                                                                |
| نادي سيت                    | 2                       | 4                | 1929–30، 1933–34. | 1922–23، 1923–24، 1928–29، 1941–42.                                              |
| نادي سيدان                  | 2                       | 3                | 1955–56، 1960–61. | 1964–65، 1998–99، 2004–05.                                                       |
| نادي سوشو                   | 2                       | 3                | 1936–37، 2006–07. | 1958–59، 1966–67، 1987–88.                                                       |
| نادي مونبلييه               | 2                       | 2                | 1928–29، 1989–90. | 1930–31، 1993–94.                                                                |
| نادي ستاد ريمس              | 2                       | 2                | 1949–50، 1957–58. | 1976–77، 2024–25.                                                                |
| نادي ميتز                   | 2                       | 1                | 1983–84، 1987–88. | 1937–38.                                                                         |
| نادي غانغون                 | 2                       | 1                | 2008–09، 2013–14. | 1996–97.                                                                         |
| كاسغ باريس                  | 2                       | –                | 1918–19، 1924–25. |                                                                                  |
| نادي تولوز                  | 2                       | –                | 1956–57، 2022–23. |                                                                                  |
| أولمبيك باريس               | 1                       | 2                | 1917–18. | 1918–19، 1920–21.                                                                |
| نادي باستيا                 | 1                       | 2                | 1980–81. | 1971–72، 2001–02.                                                                |
| باريس تشارينتون             | 1                       | 1                | 1919–20. | 1927–28.                                                                         |
| نادي لوهافر                 | 1                       | 1                | 1958–59. | 1919–20.                                                                         |
| كلوب فرانسياس               | 1                       | –                | 1930–31. |                                                                                  |
| نادي كان                    | 1                       | –                | 1931–32. |                                                                                  |
| إكسيلسيور روبيه             | 1                       | –                | 1932–33. |                                                                                  |
| نادي نانسي لوريان           | 1                       | –                | 1943–44. |                                                                                  |
| نادي نانسي                  | 1                       | –                | 1977–78. |                                                                                  |
| نادي لوريان                 | 1                       | –                | 2001–02. |                                                                                  |